# سرتل (نهبندان)
سرتِل یک روستا در ایران است که در بخش مرکزی شهرستان نهبندان در استان خراسان جنوبی واقع شده‌است.

## جمعیت
این روستا در دهستان نه قرار دارد و براساس سرشماری مرکز آمار ایران در سال ۱۳۸۵، جمعیت آن ۴۰ نفر (۱۱ خانوار) بوده‌است.